# Petracola pajatensis
Petracola pajatensis — вид ящірок родини гімнофтальмових (Gymnophthalmidae). Ендемік Перу. Описаний у 2020 році.

## Поширення й екологія
Petracola pajatensis відомі з типової місцевості, що лежить у Національному парку Ріо-Абісео, в регіоні Сан-Мартін, на висоті 3230 м над рівнем моря.